# Prise du Peñon de Velez (1554)
Pour les articles homonymes, voir Prise du Peñon de Velez.
Conflits algéro-hispaniques
La prise du Peñon de Velez par la régence d'Alger a lieu en 1554 mais les Espagnols reprendront le Peñon de Velez 10 ans plus tard, en 1564, pour le garder jusqu'à aujourd'hui.

## Historique
L'attaque est menée par Salah Raïs, beylerbey d'Alger, qui au retour d'une expédition sur Fez pour appuyer un prétendant Wattasside, Bou Hassoun, rejoint sa flotte dans les environs du Peñon de Velez. Il décide de lancer l'assaut sur cette position avec l'appui de ces navires venus d'Alger. Initialement, cette flotte était prévue pour couvrir son expédition et permettre un éventuel retrait. Il y implante une garnison algéroise avant de retourner sur Alger.
La prise du Peñon de Velez, permet à un corsaire, un certain Yahia Raïs, de dévaster les côtes d'Andalousie. Cette position permet également de harceler le préside d'Oran et de Mers el-Kébir aux mains des Espagnols et de reprendre l'année suivante Béjaïa (1555). Ce succès est éphémère car le Peñon de Velez sera repris 10 ans plus tard par les Espagnols,.